# Tetteh Quarshie
Tetteh Quarshie (* 1842 in Teshie; † 25. Dezember 1892) brachte 1876 (nach anderen Quellen 1879) die ersten Kakaosamen nach Ghana und damit erstmals den Kakaoanbau auf das afrikanische Festland.

## Leben

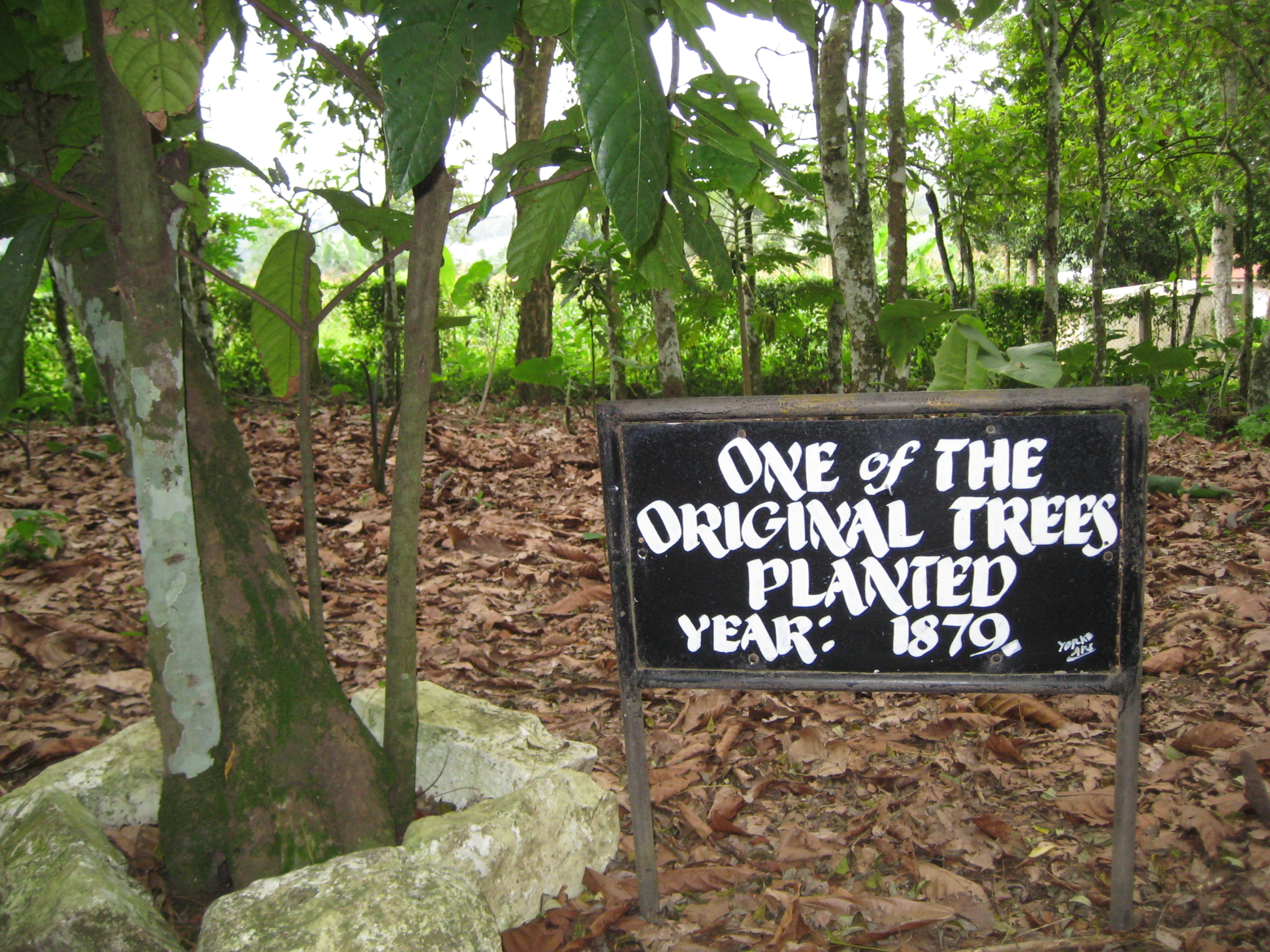
Tetteh Quarshie Kakaofarm – Einer der 1879 gepflanzten Kakaobäume

Tetteh Quarshie war ein aus Ghana (damals die britische Kolonie Goldküste) stammender Bauer aus der Ethnie der Ga. Er wurde von der Basler Mission in Christiansborg zum Schmied ausgebildet. Von 1870 bis 1876 lebte und arbeitete er auf der vor der westafrikanischen Küste im Golf von Guinea gelegenen Insel Bioko. Bioko hieß in dieser Zeit Fernando Póo und war eine spanische Kolonie. Hier wurde damals bereits Kakao angebaut, der Export junger Pflanzen oder Samen war jedoch verboten. Tetteh Quashie, der wahrscheinlich auf einer dieser ersten Kakaopflanzungen vor der Küste des afrikanischen Kontinents gearbeitet hatte, schmuggelte einige Samen von der Insel in seine ghanaische Heimat. Im Ort Mampong (Akwapim) baute er erstmals auf dem afrikanischen Festland erfolgreich Kakaopflanzen an und durchbrach so das portugiesische und spanische Monopol. Später verkaufte er auch Setzlinge.
Der Legende nach reiste Tetteh Quarshie später durch das Land und verteilte – wie ein ghanaischer Johnny Appleseed – Kakaosamen an arme Bauern.

## Erinnerungskultur
Tetteh Quashie ist eine populäre Gestalt im heutigen Ghana. Seine Plantage kann heute noch dort besichtigt werden. Sein Haus ist ein Museum. Nach ihm ist z. B. der Verkehrsknotenpunkt Tetteh Quarshie Circle in der Hauptstadt Accra und das Tetteh Quarshie Memorial Hospital in Mampong benannt. Der ghanaische Musiker Kobina Okine (1924–1985) komponierte ihm zu Ehren einen Highlife-Song Tetteh Quarshie.
Der Kakaoanbau entwickelte sich in Ghana überaus erfolgreich – die Goldküste wurde innerhalb weniger Jahrzehnte zum größten Kakaoexporteur der Welt. Kakao ist bis heute eines der wichtigsten Exportprodukte des Landes. Die Schweizer Historikerin Andrea Franc schreibt, dass die Verankerung der Geschichte Tetteh Quarshies im Geschichtsbewusstsein der Ghanaer ein Zeichen dafür sei, dass sie den Kakaoanbau als eine eigene Leistung und nicht als koloniales Erbe empfinden.